# Ernst Koken

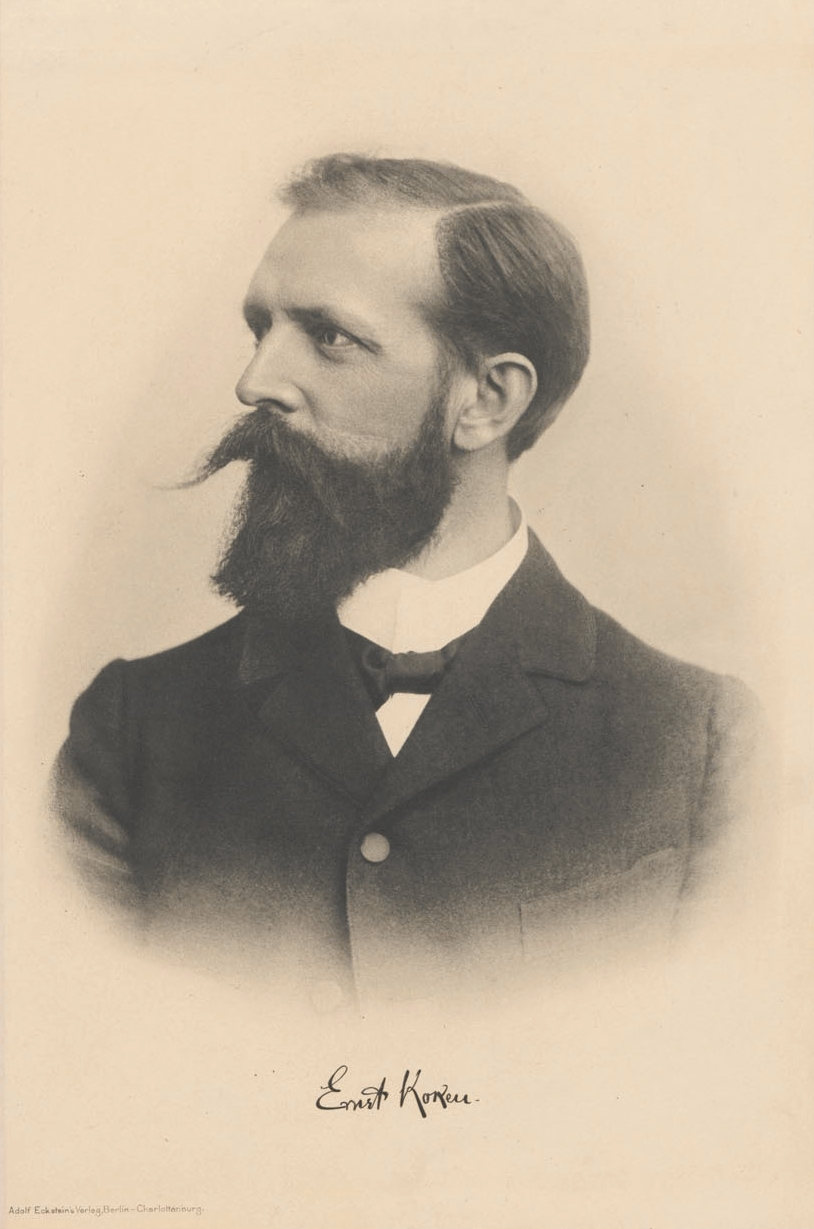
Ernst Koken

Friedrich Rudolf Karl Ernst Koken (auch: Ernst Hermann Friedrich Koken oder Ernst Friedrich Rudolf Koken, seit 1907 von Koken; geboren 29. Mai 1860 in Braunschweig; gestorben 21. November 1912 in Tübingen) war ein deutscher Paläontologe.

## Leben
Koken war der Sohn von Hermann Koken, einem Kanzleisekretär in Braunschweigischen Diensten und späteren Kreisdirektors von Holzminden. Dort ging auch Koken auf das Gymnasium, dessen langjähriger Direktor sein Großvater war. Er studierte ab 1879 (vor dem Abitur, das er 1880 in Wolfenbüttel ablegte) Geologie an der Universität Göttingen, in Zürich und an der Humboldt-Universität Berlin (bei Wilhelm Dames und Ernst Beyrich), wo er 1884  promoviert wurde. Er war danach am Geologisch-Paläontologischen Institut (zu dem auch das Museum für Naturkunde gehörte, das zu Kokens Zeit gerade die Sammlungen der Universität aufnahm) der Universität Assistent und habilitierte sich 1888. Danach war er als Privatdozent an der Universität und ab 1891 außerordentlicher Professor an der Universität Königsberg als Nachfolger von Wilhelm von Branca. 1895 wurde er Professor für Geologie und Mineralogie an der Universität Tübingen (wiederum als Nachfolger von Branca). Dort blieb er bis zu seinem Tod. Einen Ruf an die Universität Straßburg lehnte er 1906 ab.
Er erforschte unter anderem Dinosaurier der Kreidezeit (Wealden) aus Norddeutschland, worüber er 1887 eine große Abhandlung veröffentlichte. Viele der beschriebenen Funde waren aber so unvollständig, dass eine sichere Einordnung nicht möglich ist – so bei dem von Koken als Megalosaurus dunkeri bezeichneten Zahnfund, später von Friedrich von Huene als Altispinax bezeichnet, und einigen Wirbelfunden, die er Hylaeosaurus zuordnete. Auch Stenopelix (der ohne Kopf gefunden wurde) wurde von Koken 1887 als Dinosaurier beschrieben und Überreste von Iguanodon.
Er befasste sich auch mit fossilen Gastropoden und war ein Pionier in der Untersuchung von Gehörsteinen (Otolithen) von fossilen Fischen. Dabei befasste er sich auch mit Gehörsteinen rezenter Fische, sodass seine Arbeiten auch Einfluss auf deren Systematik hatten.
In seiner Zeit in Tübingen wandte er sich verstärkt der Geologie zu. Nach einer Reise nach Indien und Pakistan (Salzgebirge) befasste er sich mit der Paläogeographie des Perm. Er befasste sich mit der Trias (Schwaben, Dolomiten) und dem Eiszeitalter (damals Diluvium genannt). Mit Robert Rudolf Schmidt und A. Schliz gab er das Buch Die diluviale Vorzeit Deutschlands heraus. In Tübingen organisierte er einen Neubau (1902) des Instituts, das auch die auf Friedrich August von Quenstedt zurückgehenden Sammlungen aufnahm. Auch durch Koken wurden die Sammlungen erweitert, insbesondere in der Wirbeltierpaläontologie.
Ernst Koken ist Erstbeschreiber von Nothosaurus marchicus KOKEN, 1893.
Er war als Nachfolger von Karl Alfred von Zittel Herausgeber der Zeitschrift Palaeontographica.
Koken war Mitglied der Frisia Göttingen und wurde 1902 Ehrenphilister der Tübinger Burschenschaft Derendingia. Im Jahr 1892 wurde er zum Mitglied der Leopoldina gewählt.

## Schriften
- Leitfossilien, Leipzig 1896, Archive
- Die Dinosaurier, Crocodiliden und Sauropterygier des norddeutschen Wealden, Geologisch-Paläontologische Abhandlungen, Band 3, 1887, S. 311–419
- Die Gastropoden des baltischen Untersilurs, Bulletin de l’Académie Impériale des Sciences, Sankt Petersburg, Band 7, 1897, S. 97–214
- Über Fisch-Otolithen, insbesondere über diejenigen der norddeutschen Oligocän Ablagerungen, Zeitschrift der deutschen geologischen Gesellschaft, Band 36, 1884, S. 500–565
- Neue Untersuchungen an tertiären Fisch-Otolithen II, Zeitschrift der deutschen geologischen Gesellschaft, Band 43, 1891, S. 77–170
- Über die naturliche Systematik der Fische, 1891
- Die Vorwelt und ihre Entwickelungsgeschichte, Leipzig, Weigel, 1893
- Beiträge zur Kenntnis der Gattung Nothosaurus. Zeitschrift der Deutschen Geologischen Gesellschaft, Band 45, 1893,  S. 337–377,
- Die Gastropoden der Trias um Hallstatt. Jahrbuch der kaiserlich-königlichen geologischen Reichsanstalt Wien, Band 46, 1896, Heft 1, 37 – 126
- Die Gastropoden der Trias um Hallstatt, Abhandlungen der kaiserlich-königlichen geologischen Reichsanstalt Band 17, Heft 4, 1897, 1–112
- Beiträge zur Kenntnis der Gastropoden des süddeutschen Muschelkalks. Abhandlungen zur geologischen Specialkarte von Elsass-Lothringen; Neue Folge Heft 2, Strassburger Druckerei und Verlagsanstalt, Strassburg 1898 Archive
- Paläontologie und Descendenzlehre, Jena, G. Fischer, 1902
- Herausgeber mit Robert Rudolf Schmidt, A. Schliz Die diluviale Vorzeit Deutschlands, Stuttgart, Schweizerbart 1912